# Эвакуация Восточной Пруссии (1945)
Эвакуа́ция Восто́чной Пру́ссии — массовая эвакуация гражданского населения (немцев, прусских литовцев, курсениеков), а также немецких войск с территории Восточной Пруссии и Клайпедского края в 1945 году, на заключительном этапе Великой Отечественной войны и Второй мировой войны.
Откладывавшаяся многие месяцы эвакуация гражданского населения, в первую очередь женщин и детей, была начата властями гитлеровской Германии в связи с наступлением Красной армии на Восточную Пруссию. Часть эвакуации проходила организованно, в том числе по морю; самой крупной операцией такого рода стала операция «Ганнибал». Однако, множество гражданских лиц двинулись в путь самостоятельно, опасаясь жестокого обращения со стороны Красной армии.
Несмотря на наличие детальных планов эвакуации населения, германские власти, в частности, гауляйтер Восточной Пруссии Эрих Кох, начали её лишь 20 января 1945 года, когда планомерная эвакуация стала невозможной из-за повсеместной паники и огромного количества беженцев. В результате стремительного советского наступления, многие тысячи гражданских лиц оказались в районе боевых действий. В сочетании с зимними холодами это привело к огромному числу жертв среди беженцев. Советские войска окончательно заняли Восточную Пруссию в мае 1945 года. К этому времени большей части из 2,5-миллионного немецкого населения региона удалось бежать, однако от 20-ти до 30-ти тысяч человек было убито в ходе боёв.
В мае 1945 года советские власти зарегистрировали 130 тыс. немцев в Восточной Пруссии; по другим оценкам, после окончания военных действий в регион вернулись около 800 тыс. беженцев, которые впоследствии были принудительно высланы в Германию и Австрию.